# El Víbora
El Víbora va ser una revista de còmics espanyola, de periodicitat mensual, orientada especialment al còmic underground, que va començar a publicar-se el desembre de 1979 revolucionant el món cultural català i espanyol en els anys de la transició, i va desaparèixer el gener del 2005, després d'haver-ne publicat més de 300 exemplars i diversos especials.

## Història

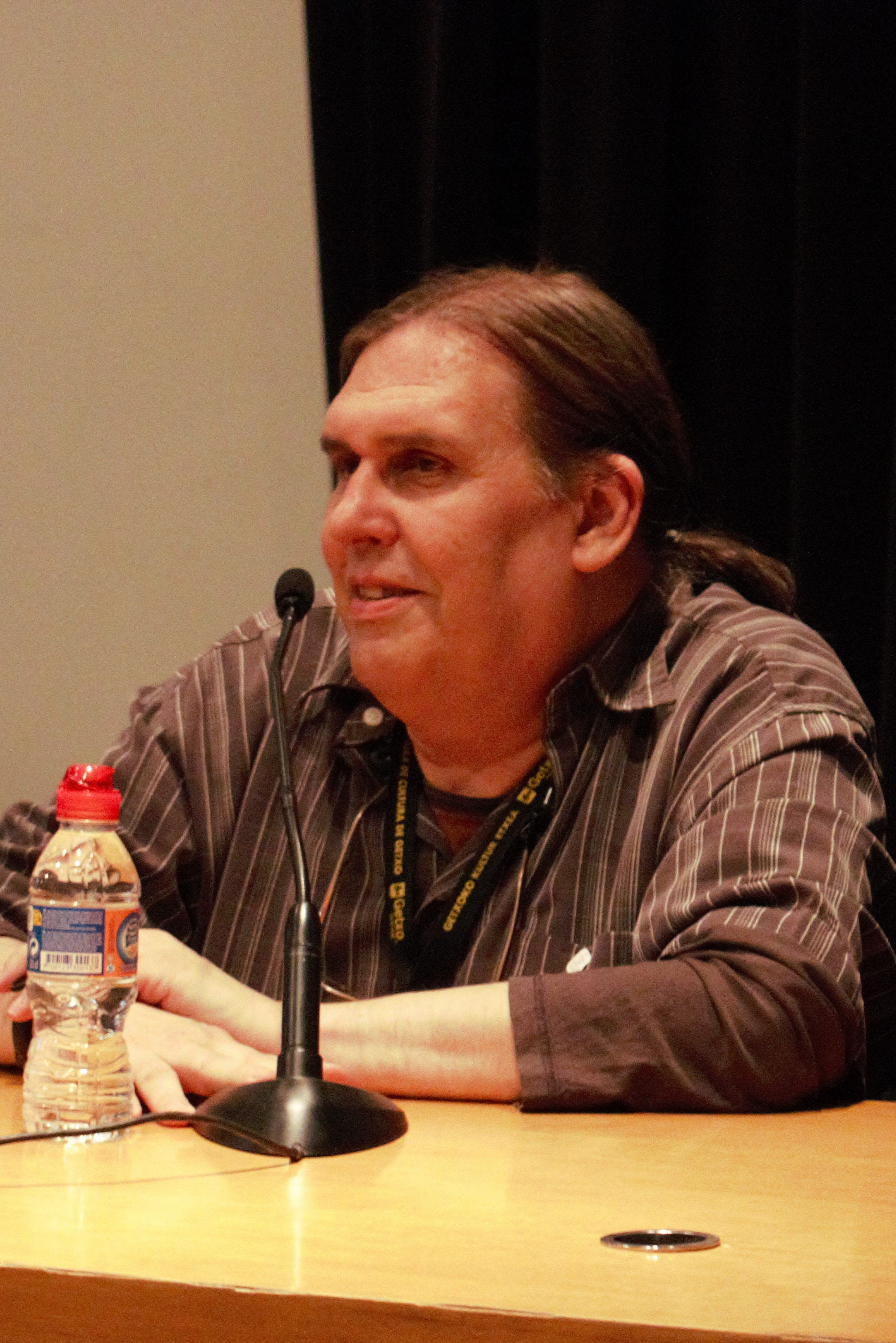
Emili Bernárdez, responsable de la revista El Víbora i editor en cap de l'editorial La Cúpula (2019)

El Víbora va néixer el 1979 amb l'oferta per part de les noves Ediciones La Cúpula, de crear una publicació a una sèrie d'autors com Nazario (autor de la primera portada i del detectiu transvestit Anarcoma), Max (creador de Peter Pank), Gallardo i Mediavilla, Pons, Martí i Sento que havien construït una contracultura i s'havien iniciat al món del còmic a les publicacions underground de mitjans de la dècada de 1970, a fanzines i col·lectius como El Rrollo o STAR, dirigida por Juan José Fernández.
A mitjans dels anys 80, es varen afegir al projecte altres autors, com José Luis Galiano, Jaime Martín, Calonge i, ja en els 90, es varen incorporar signatures com les de Mauro Entrialgo, Miguel Ángel Martín, Álvarez Rabo o Hernán Migoya.
Va ser la introductora a l'estat espanyol dels autors clau del còmic underground nord-americà, com Robert Crumb, creador del còmic underground, Gilbert Shelton, Peter Bagge i els germans Jaime i Beto Hernández, i va publicar autors francesos com Martin Veyron o René Pétillon.
El seu estil irreverent li va permetre abordar sense embuts temes com la llibertat sexual, el consum de drogues, la lluita contra les centrals nuclears o la vida als baixos fons. Entre els nombrosos especials publicats per la revista, en destaca el dedicat a l'intent colpista del 23-F (1981), en el qual El Víbora es va atrevir a fer l'humor més negre en una situació realment difícil.
La tirada del primer número, segons l'editor, va ser de 24.000 exemplars i, en el seu millor moment, les tirades van arribar als 80.000 exemplars. Però es calcula que les vendes havien caigut en els últims anys fins als 6.000 exemplars mensuals, fet que va acabar per fer-ne inviable la continuïtat econòmica, intentant mantenir o captar públic en un moment en què l'oci es diversificava i el públic més jove començava a ser captat pel manga i perdia interès per l'underground, i la revista va tancar amb un número doble 299-300 en 2004.
Molts dels còmics publicats a El Víbora han sigut recollits en àlbums per la seva empresa editorial, Ediciones La Cúpula.
L'any 2019, coincidint amb el 40è aniversari del seu primer número, el Museu Nacional d'Art de Catalunya va voler homenatjar-la dedicant-li l'exposició monogràfica «El Víbora. Comix contracultural» tot preparant la integració del còmic en tant que novè art dins de les col·leccions del museu. La mostra se centrà en la primera dècada de la revista, la que marcà la seva filosofia, i reuneix un centenar de portades, 38 originals, fotografies i documents.

## El breu ressorgiment deEl Víborael 2020
El 2020, en ple confinament degut a la pandèmia per coronavirus, l'editorial La Cúpula va fer renéixer temporalment la revista El Víbora, amb una edició limitada, gratuïta i amb format exclusivament en línia. La revista va incloure a les noves entregues la reedició dels còmics favorits de més d'una vintena d'autors que prèviament havien sigut publicats a la revista. A més, va incloure algun còmic i portades inèdites. Entre els autors, no hi faltaren clàssics autòctons com Max, Miguel Gallardo, Calonge, Kim, Martí, Onliyú, Mauro Entrialgo, Das Pastoras, Mónica & Beatriz (pseudònim de José Antonio Calvo i Santiago Segura) o Jaime Martín. A nivell internacional, hi hagué còmics d'autors underground com Gilbert Shelton, Robert Crumb, Peter Bagge, Jost Swarte o Ralf König. En total, La Cúpula va editar sis entregues de la nova versió digital de El Víbora.

## Dibuixants
- Paco Roca
- Ramon Rosanas